# Spargania selika
Spargania selika är en fjärilsart som beskrevs av Thierry-mieg 1905. Spargania selika ingår i släktet Spargania och familjen mätare. Inga underarter finns listade i Catalogue of Life.